# Eric de Kuyper
Eric de Kuyper (Brussel, 2 september 1942) is een Belgisch filmregisseur, filmtheoreticus en schrijver.

## Levensloop
Van jongs af aan was De Kuyper gepassioneerd door de wereld van de film, het ballet en de opera.
In 1966 rondde hij succesvol een studie af aan het HRITCS, het Hoger Rijksinstituut voor Toneel- en Cultuurspreiding (het huidige RITCS). Tussen 1965 en 1977 werkte hij voor de toenmalige BRT als verantwoordelijke voor de filmaankopen. Hij had er ook een programma De andere film waarin hij het accent legde op de experimentele film.
In de jaren zeventig studeerde hij in Parijs, onder meer bij filosoof en semioticus Roland Barthes en bij linguïst en semioticus Algirdas Greimas. Hij heeft als docent filmtheorie aan de Katholieke Universiteit Nijmegen lesgegeven tussen 1977 en 1986.
In de jaren tachtig regisseerde hij vier films. De eerste, Casta diva, ontleende zijn titel aan een aria van Vincenzo Bellini.
Filmische hartstochten is een studie van 1984 waarin hij de liefde in de Hollywoodfilm onder de loep neemt. Met het sterk autobiografische Aan zee debuteerde hij in 1988 als literair auteur. Dit werk werd gevolgd door een reeks elkaar vlug opvolgende boeken die voornamelijk op zijn Brusselse jeugd en op zijn talrijke verblijven bij en met familie in Oostende gebaseerd zijn. Ze geven hem een eigen plaats in de Nederlandstalige literatuur.
Hij was tot 1992 onderdirecteur van het Nederlands Filmmuseum. Talloze artikelen en essays over film, opera, dans en media (in vele Nederlandse maar ook Franse tijdschriften) staan op zijn naam. Zeker in het tijdschrift Versus, waar hij zelf redacteur van is.
De Kuyper lichtte op het Zomerfilmcollege 2007 in Brugge het belang van het werk van de Franse director of photography Henri Alekan toe. Daarbij werd zijn (derde) film A strange love affair getoond, waarvoor Alekan destijds het camerawerk verzorgde.
In november 2010 werd De Kuyper de eerste writer in residence aan de Vrije Universiteit Brussel, waar hij overigens zelf nog studeerde in de jaren zeventig.
Voor de Operadagen Rotterdam regisseerde hij 'stomme films' ter begeleiding van live uitgevoerde werken van Schumann (Genoveva), Debussy (l'Enfant prodigue) en Berlioz (Les Nuits d'Eté). Voor CINEMATEK zette hij projecten op rond vroege stomme films (De Verbeelding in Context) en werkte hij samen met het Nationaal Orkest van België (gedirigeerd door Hartmuth Haentchen) voor de begeleiding van Die Stahlwerke bei Poldihütte. Hij stelde voor Bozar ook een programma samen rond Satie, Cage en Ensor en vroege stomme films.
De Kuyper is bestuurslid van CINEMATEK.

## Films
- Casta diva (1983)
- Naughty Boys (1983)
- A strange love affair (1984), regie samen met Paul Verstraten, camerawerk van Alekan; met o.a. Howard Hensel en Ann Petersen
- Pink Ulysses (1990)
- My Life as an Actor (2015)

## Boeken
- Filmische hartstochten (1984)
- Aan zee (1988)
- De hoed van tante Jeannot (1989)
- Een tafel voor een (1990)
- Mowgli's tranen (1990)
- Dag stoel naast de tafel (1991)
- Grand Hotel Solitude (1991)
- Aantekeningen van een voyeur (1992)
- Als een dief in de nacht (1992)
- Bruxelles, here I come (1993)
- De verbeelding van het mannelijk lichaam (1993)
- Ma, Weduwe, Veuve Dekuyper (1993)
- Te vroeg... te laat... (1994)
- Een passie voor Brussel (1995)
- Drie zusters in Londen (1996)
- Met zicht op zee (1997)
- Kinders (1998)
- Met gemengde gevoelens (2000)
- Een vis verdrinken (2001)
- Villa Zeelucht (2004)
- Het teruggevonden kind (2007)
- Applaus (2012) Vijfjaarlijks Prijs voor Essayistiek, Koninklijke Academie voor Taal en Letteren
- Theatraliteit (2015)
- Het samenspel tussen Dr. Jekyll en Mr. Hyde - Over acteren (2017)
- Kijk! Daar, kijk! Traag door Brussel (2024)